# Vol Air Canada 143
Le 23 juillet 1983, le Boeing 767 effectuant le vol 143 d'Air Canada, un vol intérieur régulier entre Montréal, au Québec, et Edmonton, dans l'Alberta, s'est retrouvé à court de carburant à 12 000 mètres d'altitude, au centre du Canada, et a réussi à rejoindre en vol plané une base aérienne militaire désaffectée à Gimli (Manitoba) pour un atterrissage forcé qui n'a fait que 10 blessés légers parmi les 69 occupants de l'appareil grâce à un sens de l'air exemplaire des pilotes. Après cet incident, le 767 d'Air Canada impliqué dans l'incident a été surnommé le « Planeur de Gimli ».

## Avion
L'aéronef impliqué, fabriqué en 1983, est un Boeing 767-233 immatriculé C-GAUN (numéro de série 22520/47). Il est propulsé par deux moteurs Pratt & Whitney JT9D-7R4D et est l'un des quatre 767 livrés neufs à Air Canada au moment de l'accident.

## Déroulement des faits

### Une erreur de calcul
L'histoire commence le 23 juillet 1983 avec une confusion sur une conversion métrique. Normalement, on charge un 767 en carburant avec une machine appelée en anglais le Fuel Quantity Information System Processor, qui gère toutes les pompes internes et donne les informations sur la quantité de carburant aviation au pilote. Mais cette machine ne fonctionnait pas correctement pour le vol 143 ; le problème fut plus tard analysé comme provenant d'un mauvais joint de soudure dans le système de mesure des réservoirs. La charge en carburant fut finalement mesurée avec un jaugeur qui donna le volume total de carburant dans les réservoirs.
Le problème s'est produit lors de l'avitaillement pour le trajet Montréal – Edmonton. En aviation commerciale, les quantités de carburant ne s'évaluent pas en volume (litres), mais en masse (livres ou kilogrammes). À cette époque, le Canada venait de passer au système métrique, donc des livres aux kilogrammes. Les pilotes ont compté en kilogrammes, déterminant qu'il leur fallait 16 131 kg pour que, avec les 6 169 kg déjà dans les réservoirs, ils atteignent les 22 300 kg nécessaires au vol.
À raison de 0,803 kg/litre, il leur fallait 20 088 litres de Jet A1. Les équipes de ravitaillement, elles, ont fait le calcul en livres, à raison de 1,77 livre/litre. Au bout du compte, alors que le vol nécessitait 22 300 kg de carburant, l'avion a reçu 11 350 litres (9 114 kg), soit seulement la moitié. Les jaugeurs étant en panne, le commandant de bord, Robert « Bob » Pearson (15 000 heures de vol), a fait vérifier les calculs de part et d'autre mais avec la même confusion sur les unités, tout le monde retrouvait ses chiffres et l'avion a décollé. Le vol 143 parcourut ensuite la courte distance Montréal – Ottawa ; à leur arrivée à Ottawa, l'équipage demanda une vérification visuelle du contenu des réservoirs pour s'assurer de la quantité de carburant. Il n'y avait pas de mécanicien navigant à bord puisque le Boeing 767 se pilote à deux. S'il y en avait eu un, il se serait sans doute chargé de la vérification visuelle et aurait pu voir que le niveau était bien trop bas.
Une fois de plus, l'équipe au sol a conclu que la quantité était la bonne, puisque la masse de carburant correspondait bien à ce qui avait été demandé. L'avion a donc décollé pour la deuxième partie du vol, Ottawa – Edmonton, avec moins de la moitié du carburant nécessaire.

### Arrêt des moteurs
À 12 500 mètres au-dessus de Red Lake, Ontario (à peu près à mi-chemin), le système d'alerte du cockpit émet quatre bips, et indique un problème de pression de carburant sur le côté gauche. Les pilotes, pensant qu'une pompe à carburant est tombée en panne, l'éteignent. L'ordinateur indique qu'il y a toujours beaucoup de carburant. Quelques instants plus tard une deuxième alarme sonne et les pilotes décident de dérouter le vol vers Winnipeg. Enfin, le moteur gauche s'arrête et ils se préparent à un atterrissage avec un seul moteur.
Alors que l'équipage tente de redémarrer le moteur et de communiquer avec les contrôleurs aériens de Winnipeg pour un atterrissage d'urgence, le système d'alarme se déclenche encore, cette fois-ci avec un long « bong » que personne dans le cockpit ne reconnaît. Le son était en fait le signal pour « tous les moteurs arrêtés », un cas qu'aucune simulation n'avait traité. Quelques secondes plus tard, le moteur droit s'arrête et le 767 perd toute alimentation électrique, laissant le cockpit totalement silencieux et permettant au système d'enregistrement de communications du cockpit d'enregistrer facilement les mots « Oh, fuck! ».
Le 767, au lieu d'instruments mécaniques à cadran, utilise des écrans électroniques pour l'affichage des informations de vol. Ce principe fonctionne très bien la plupart du temps, mais comme les moteurs de l'avion lui fournissent aussi son électricité, à l'arrêt de ceux-ci, la plupart des instruments s'éteignent. Un des instruments hors fonction est l'indicateur de vitesse verticale (variomètre), qui leur aurait permis de savoir à quelle vitesse ils chutaient et donc sur quelle distance ils pourraient planer.
Les moteurs fournissent aussi l'énergie aux systèmes hydrauliques qui sont nécessaires au contrôle d'un appareil tel que le 767. Cependant, Boeing avait prévu ce cas de figure et avait inclus dans l'appareil un dispositif appelé ram air turbine qui s'ouvrait automatiquement sur le côté de l'appareil. Une petite hélice exposée au vent relatif entraîne une pompe hydraulique créant une pression suffisante pour commander les systèmes hydrauliques (les gouvernes notamment).
Les pilotes ouvrent immédiatement leurs manuels, recherchant la section sur le pilotage de l'appareil sans moteurs, découvrant rapidement qu'il n'y avait pas de telle section. Pearson pilote l'appareil en planeur à 220 nœuds, qui lui semblait intuitivement une bonne vitesse pour un tel exercice. Le copilote, Maurice Quintal (7 000 heures de vol), commence à calculer s'il leur était possible d'atteindre Winnipeg, en utilisant l'altitude donnée par un des instruments mécaniques de secours et la distance qu'ils parcourent donnée par les contrôleurs aériens de Winnipeg (qu'ils calculent en mesurant la distance que l'écho de l'appareil fait sur leurs écrans radars). L'avion a perdu 1 500 mètres en 10 milles nautiques (18,5 km), donnant une finesse de 12 (une finesse de 12 permet si on est à 1 km de hauteur de parcourir 12 km avant de toucher le sol, la finesse d'un avion de ligne par vent nul et conditions optimales est située entre 18 et 22). Les contrôleurs et Quintal calculent que le vol 143 n'atteindra pas Winnipeg.

### L'ancienne base de Gimli, dernier recours

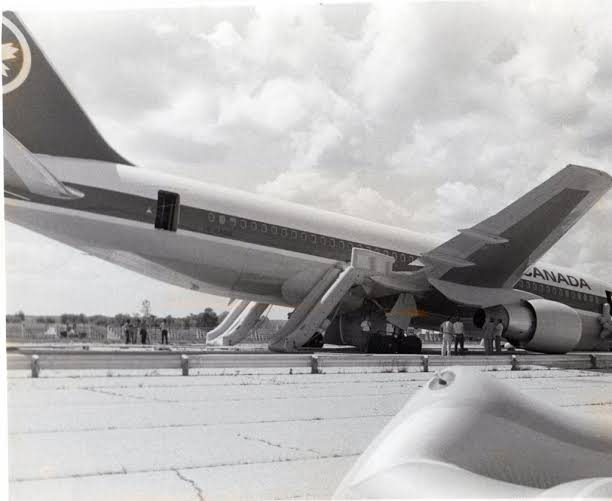
Le Planeur de Gimli, photographié peu après son atterrissage d'urgence.

À ce moment, Quintal sélectionne son ancienne base d'affectation de l'armée à Gimli situé sur la rive occidentale du lac Winnipeg comme terrain de déroutement. Cette base n'est plus utilisée par les Forces armées canadiennes depuis 1971 mais par le public pour des courses de dragsters, ce que les deux pilotes ignorent. Et ce jour-là, le site est entouré de voitures et de campeurs pour le « Jour de la Famille ».
En approchant, Quintal descend le train d'atterrissage. Non alimenté par le système hydraulique et seulement mû par la force de gravité et le vent, le train sort mais la roulette de nez, trop légère, ne se verrouille pas. La vitesse de l'avion se réduisant, la turbine ram air perd aussi de son efficacité, et l'avion devient de plus en plus difficile à contrôler. En approchant, il devient clair qu'ils ont trop d'altitude et Pearson doit exécuter une glissade pour réduire l'altitude sans accélérer (une manœuvre effectuée plutôt sur des avions légers ou des planeurs consistant à mettre l'avion en vol dissymétrique, le nez déplacé vers un côté et les ailes inclinées de l'autre). Dès que les roues touchent la piste, les pilotes bloquent les freins, ce qui fait exploser plusieurs des pneus de l'avion. L'avion finit par s'arrêter, penché vers l'avant à cause du train avant non fixé, à seulement quelques dizaines de mètres des célébrations du « Jour de la Famille » en bout de piste.
Personne n'est sérieusement blessé lors de l'atterrissage, bien qu'il y ait quelques blessures mineures lors de l'évacuation par l'arrière de l'avion qui est anormalement haut à cause de l'angle de l'appareil au sol. Un feu superficiel à l'avant est rapidement maîtrisé par les pilotes de course automobile qui ont accouru avec des extincteurs. Les blessures sont vite traitées par un médecin dont l'avion était sur le point de décoller de l'autre piste de Gimli toujours utilisée par un aéro-club et par des parachutistes.
Des mécaniciens réparent bientôt les dégâts mineurs, permettant ainsi à l'appareil de voler pour être pris en charge. Quelques semaines plus tard, il est totalement réparé et remis en service.
Le « planeur de Gimli », immatriculé C-GAUN, est resté en service pour Air Canada jusqu'au 24 janvier 2008, date à laquelle il effectue son dernier vol pour Air Canada, en direction de l'Arizona, endroit où il est remisé dans le désert. En argot du Canada de l'ouest, « to pull a Gimli Glider » veut dire faire une erreur spectaculaire et embarrassante.

## Conséquences
La commission d'enquête du Bureau canadien de la sécurité aérienne (CASB) a constaté plusieurs lacunes concernant les procédures, la formation des équipages et les manuels d'Air Canada. Elle a recommandé l'adoption des procédures d'avitaillement et d'autres mesures de sécurité déjà utilisées par les compagnies aériennes américaines et européennes. 
Elle a également recommandé la conversion immédiate de tous les appareils d'Air Canada du système impérial au système métrique, car le fait d'avoir une flotte d'avion mixte a été jugé plus dangereux qu'une flotte utilisant uniquement l'un des deux systèmes.

## Retraite

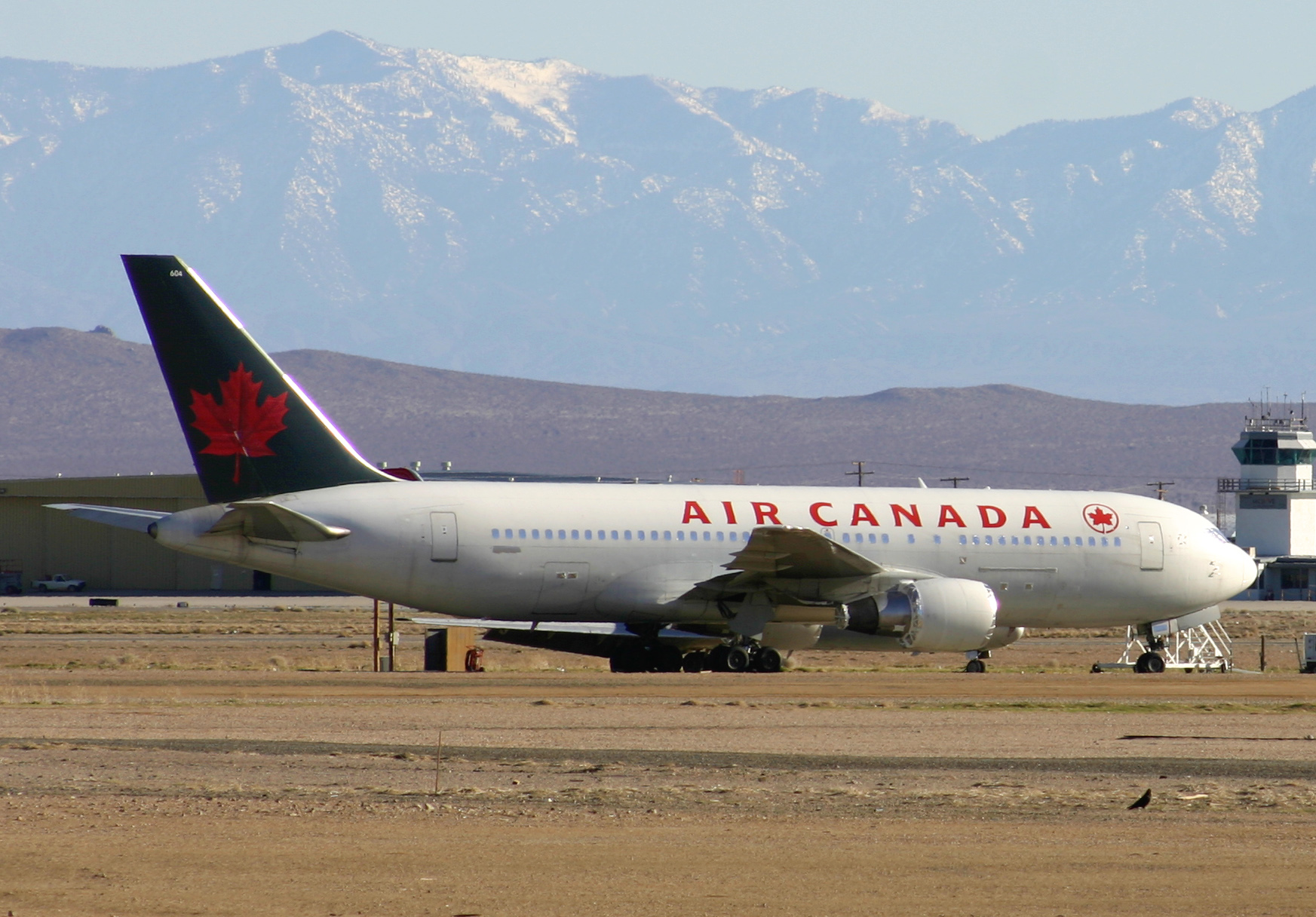
Le Planeur de Gimli, photographié dans le désert de Mojave en février 2008.

Le 24 janvier 2008, le planeur de Gimli entreprend son dernier voyage, AC7067, de Montréal-Trudeau à l'aéroport international de Tucson avant son départ à la retraite dans le désert des Mojaves.
Le vol AC7067 est commandé par le capitaine Jean-Marc Bélanger, un ancien chef de l'Association des pilotes d'Air Canada, tandis que les capitaines Robert Pearson et Maurice Quintal sont à bord pour superviser le vol de Montréal à l'aéroport de Mojave en Californie. Trois des six agents du personnel navigant du vol 143 sont également à bord.
Les services de suivi de vol FlightAware et FlightView indiquent que, le 24 janvier 2008, le vol initial de 604 était de Montréal (CYUL) à l'aéroport international de Tucson (KTUS), ayant une altitude de croisière prévue de FL400. Selon FlightAware, 604 a atterri à 12h53 (MST) à l'aéroport international de Tucson (KTUS). Le planeur de Gimli a ensuite été programmé pour partir Tucson et faire le dernier vol vers l'aéroport de Mojave (KMHV) pour la retraite, mais a été retardé.
À l'occasion du 25e anniversaire de l'incident en 2008, les pilotes Pearson et Quintal sont célébrés lors d'un défilé à Gimli, et une peinture murale commémorant l'atterrissage d'urgence est dévoilée.
En avril 2013, le planeur de Gimli est mis en vente aux enchères avec un prix estimé de 2,75 millions à 3M millions de dollars canadiens. Cependant, les enchères n'atteignent que 425 000 CAD et le lot est invendu. Selon le site Web consacré à la sauvegarde de l'avion, il est démantelé au début de 2014, mais pas abandonné[Quoi ?].
Le 24 septembre 2015, Maurice Quintal meurt à l'âge de 68 ans.

## Incidents similaires
- Le vol 236 de la compagnie aérienne canadienne Air Transat entre Toronto et Lisbonne. En août 2001, au milieu de l'Atlantique, l'Airbus A330 dut se dérouter sur les Açores pour insuffisance de carburant due à une fuite et une erreur des pilotes. Il y fit un atterrissage réussi, en planant, moteurs arrêtés, grâce au sang-froid du commandant Robert Piché.
- Le vol 3378 de la compagnie allemande Hapagfly entre la Crète et Hanovre. En juillet 2000, l'Airbus A310 se dérouta sur Vienne mais ne put atteindre la piste de l'aéroport et fit un atterrissage forcé dans un champ à 500 mètres de ce dernier en planant (aucun décès, aucun blessé grave).

## Médias
L'accident a fait l'objet d'un épisode dans la série télé Air Crash nommé « Glissade miraculeuse » (saison 5 - épisode 3).
Le film 767 en détresse (en) de 1995 se base sur les évènements du vol Air Canada 143.